# Schlacht von Paraitakene
Erster Diadochenkrieg (321–320 v. Chr.):
Hellespont
Zwischenzeit (320–319 v. Chr.):
Orkynia – Kretopolis – Nora
Zweiter Diadochenkrieg (319–316 v. Chr.):
Megalopolis – Byzantion – Kopratas – Paraitakene – Gabiene
Dritter Diadochenkrieg (315–311 v. Chr.):
Tyros – Gaza
Babylonischer Krieg (311–309 v. Chr.)
Vierter Diadochenkrieg (309–301 v. Chr.):
Salamis – Rhodos – Ipsos
Fünfter Diadochenkrieg (288–286 v. Chr.)
Sechster Diadochenkrieg (282–281 v. Chr.):
Kurupedion
Die Schlacht bei Paraitakene war ein militärischer Zusammenstoß im heutigen Iran in der Nähe von Isfahan. Sie fand vermutlich im Herbst des Jahres 316 v. Chr. statt.
Als Teil des zweiten Diadochenkrieges gehört die Schlacht zu den historischen Ereignissen im Zeitalter der Diadochen, welches auf den Tod Alexanders des Großen 323 v. Chr. gefolgt war. Sie sollte einen Machtkampf im asiatischen Teil des Alexanderreichs zwischen den mächtigen Generälen Antigonos Monophthalmos und Eumenes entscheiden, endete allerdings in einem Unentschieden.

## Hintergrund
Seit dem Tod Alexanders im Jahr 323 v. Chr. befanden sich dessen Generäle, „Nachfolger“ (Diadochen) genannt, in einem unablässigen Kampf um die Vorherrschaft in dessen Weltreich. Die makedonische Königsdynastie war in sich zerstritten, die Könige Philipp III. Arrhidaios und Alexander IV. Aigos waren geistig behindert oder unmündig und deshalb regierungsunfähig. Im ersten Diadochenkrieg (321–320 v. Chr.) war der erste Reichsregent Perdikkas seinen Feinden unterlegen und wurde ermordet. Auf der Konferenz von Triparadeisos wurde darauf der alte General Antipater zum neuen Regenten ernannt und die überlebenden Anhänger des Perdikkas gebannt, darunter vor allem Eumenes aus der miletischen Kolonie Kardia. Antipater ernannte einen seiner engsten Freunde Antigonos Monophthalmos zum strategos (militärischer Oberbefehlshaber) des asiatischen Reichsteils und beauftragte diesen mit der Bekämpfung des Eumenes. Antipater starb schon 319 v. Chr. und trug die Reichsverweserschaft einen weiteren Altersfreund an, Polyperchon. Mit dieser Regelung wollte sich allerdings Antipaters Sohn Kassander nicht abfinden, der nun seinerseits die Regentschaft forderte und damit den zweiten Diadochenkrieg auslöste. Kassander verbündete sich mit Antigonos, worauf im Gegenzug sich Polyperchon mit dem zuvor noch geächteten Eumenes verbündete, dem er dazu die Strategie über Asien und die Verteidigung des Königtums antrug. Dies sind also die Konstellationen des zweiten Diadochenkrieges: Kassander gegen Polyperchon in Europa und Antigonos gegen Eumenes in Asien.
Weil Antigonos seit der Schlacht von Byzantion (318 v. Chr.) das gesamte westliche Kleinasien und damit den Übergang nach Europa (Hellespont) beherrschte schnitt er dem in Kappadokien sitzenden Eumenes den Weg zur Vereinigung mit Polyperchon ab. Eumenes zog daher zunächst nach Phoinikien, um von den dortigen Häfen aus über das Meer nach Europa zu gelangen. Auf dem Weg gelang es ihm in Kilikien die Krieger der „Silberschilde“ (Argyraspiden) für sich zu gewinnen, den ältesten Veteranen Philipps II. und Alexanders. Nachdem ihn aber die Schiffsmannschaften verraten hatten, sah er sich gezwungen in den Osten zu marschieren, in die „oberen Provinzen“ jenseits des Euphrat, deren Statthalter er als Verbündete gewinnen wollte, stets verfolgt von Antigonos. Während sich die Satrapen Mesopotamiens und Mediens für die Seite des Antigonos entschieden, schlossen sich die der zentralasiatischen Provinzen Eumenes an. Weil der aber kein gebürtiger Makedone war, hatte er seine Probleme damit, seine Autorität als Oberbefehlshaber über seine makedonischen Verbündeten zu wahren. In einem ersten Treffen am Kopratas-Fluss konnte er dennoch einen ersten Sieg über Antigonos erringen, der dadurch zu einem verlustreichen Rückzug nach Medien gezwungen wurde. Die sich damit eröffnete Chance zu nutzen, nun doch noch den freien Weg in den Westen und damit zu Polyperchon, wurde von den Satrapen in Eumenes Gefolge vereitelt, die ihre Territorien nicht entblößen wollten. Somit sah sich auch Eumenes gezwungen in der Persis zu lagern um sich bald erneut dem Antigonos zu stellen.
Im Herbst 316 v. Chr. ging Antigonos von Ekbatana aus wieder in die Offensive und drang in die Persis vor. Eumenes marschierte ihn von Persepolis aus über den Pasitigris (heute Karun) ziehend mit seinen Truppen entgegen und stellte sich seinem Gegner in der Landschaft Paraitakene, etwa in Grenzlage zwischen Medien und der Persis gelegen, zum Kampf.

## Schlachtaufstellung
Die Ebenen von Paraitakene (altgriechisch Παραιτακηνή) wurden von einem Fluss und einer Schlucht geteilt, womit sich dieses Gelände kaum für eine Schlacht eignete. Beide Heere lagerten zunächst vier Tage mit einer Distanz von drei Stadien voneinander an je einem Ufer des Flusses gegenüber. Am fünften Tag versuchte Antigonos die makedonischen Verbündeten des Eumenes zu einem Seitenwechsel zu bewegen, was aber durch Eumenes unterbunden wurde. In der folgenden Nacht beabsichtigte Antigonos vom Gegner unbemerkt in die benachbarte Landschaft Gabiene abzuziehen, um deren reichhaltige Nahrungsreserven zu plündern. Außerdem lag Gabiene in der Wegrichtung nach Susa, wo der mit ihm verbündete Seleukos lagerte, mit dessen Kräfte er sich also bei Bedarf vereinen konnte. Sein Vorhaben wurde allerdings von eigenen Deserteuren an Eumenes verraten, der darauf ebenfalls den Abzug nach Gabiene plante. Dazu wies er einige seiner Söldner an, zu Antigonos überzugehen, um diesem die Nachricht von einem bevorstehenden Angriff auf sein Lager zukommen zu lassen. Dieser Bluff verleitete Antigonos sein Heer einstweilen in Verteidigungsbereitschaft zu versetzen, wodurch sich Eumenes einen Vorsprung im Wettlauf nach Gabiene erarbeitete. Antigonos wurde sich schnell der List bewusst, auf die er hereingefallen war, worauf er mit seiner Kavallerie die Verfolgung des Eumenes aufnahm, die langsamere Infanterie hinter sich nachziehend. Als er am Morgen des folgenden Tages eine Anhöhe passierend den Gegner erblickte, ließ er für ihn deutlich sichtbar haltmachen, um seine Bereitschaft zum Kampf zu signalisieren. Eumenes nahm die Herausforderung an und ließ seinerseits sein Heer kehrtmachen.
Beide Seiten konnten ungestört voneinander gleichzeitig ihre Truppen in Schlachtformation aufstellen. Antigonos war an Kavallerie deutlich überlegen, dafür aber an Infanterie unterlegen. Eumenes hatte in seinen Reihen zudem die Abteilung der kampferprobten „Silberschilde“ und auch mehr Elefanten. Sein Heer war direkt auf der weiten Ebene positioniert, während das des Antigonos auf einer Anhöhe stand und deshalb bergab marschieren musste. Beide Kontrahenten wandten – ganz der Schule Philipps II. und Alexanders folgend – das gleiche taktische Konzept an, indem sie ihre Offensivkräfte auf ihre jeweiligen rechten Flügel konzentrierten und mit ihnen dem jeweils schwächeren linken Flügel des Gegners gegenüberstanden. Antigonos ließ dabei seinem linken Flügel unter Peithon die bloße Rolle eines Flankenschutzes für die Phalanx zukommen und wies Peithon dementsprechend an, sich im Kampf zurückzuhalten.
Die Schlachtaufstellung nach Diodor:
| Position                 | |  | | Position                   |
| ------------------------ | --- |  | --- | -------------------------- |
| linker Flügel (Eudemos)  | 150 Berittene des Eudemos 100 Lanzenreiter (sarissophoi) des Eudemos 950 Berittene unter Stasanor 600 Berittene unter Amphimachos 600 Berittene unter Kephalon 500 Berittene aus Thrakien 500 Berittene aus Paropamisaden vor dem Flügel: 45 Elefanten 2.600 Bogenschützen |  | 300 flankierende berittene Pagen (paides) 100 flankierende tarentinische Berittene 300 Gardereiter 1.000 berittene Gefährten (hetairoi) unter Demetrios 500 Berittene der Alliierten (Griechen?, summachoi) 1.000 Berittene aus Thrakien 500 berittene Söldner vor dem Flügel: 30 Elefanten und leichte Infanterie | rechter Flügel (Antigonos) |
| Phalanx                  | 6.000 Söldner 5.000 indigene Krieger (pantodapoi) 3.000 Silberschilde (Argyraspiden) unter Antigenes 3.000 Schildträger (Hypaspisten) unter Teutamos vor der Phalanx: 40 Elefanten 2.200 Bogenschützen 10.000 leichte Infanteristen                                        |  | 8.000 Makedonen 8.000 indigene Krieger (pantodapoi) 3.000 Lykianer und Pamphylier 9.000 Söldner vor der Phalanx: 30 Elefanten und leichte Infanterie | Phalanx                    |
| rechter Flügel (Eumenes) | 800 Berittene unter Tlepolemos 900 berittene Gefährten (hetairoi) 300 Gardereiter unter Peukestas 300 Berittene des Eumenes 300 ausgesuchte Berittene des Eumenes 300 flankierende Berittene vor dem Flügel: 40 Elefanten 2.200 Bogenschützen 1.000 leichte Infanteristen  |  | 800 koloniale Berittene (asthippoi und katoikoi) 400 Lanzenreiter (xustophoroi) 1.500 Berittene des Peithon 1.000 lydische und phrygische Berittene 2.200 tarentinische Berittene 1.000 medische und parthische Berittene vor dem Flügel: 5 Elefanten und leichte Infanterie                                       | linker Flügel (Peithon)    |

## Die Schlacht
Die Schlacht von Paraitakene lässt sich in drei Phasen unterteilen. Sie begann mit einer frontalen Reiterattacke des Peithon gegen den Flügel des Eumenes, womit er den Befehl des Antigonos ignorierte, sich defensiv zurückzuhalten. Weil Eumenes auf seinem Flügel hauptsächlich schwere und deshalb unbewegliche Reiterei positioniert hatte, konnte er zunächst nicht effektiv gegen diesen Angriff vorgehen. Peithon führte die Attacke direkt zwischen seine Elefanten, die er auszuschalten versuchte. Eumenes sah sich deshalb gezwungen, eine Abteilung leichter Reiterei vom rechten Flügel des Eudemos auf seinen linken umzupositionieren. Mit diesen gelang es ihm schließlich, die Reiter des Peithon wirkungsvoll anzugreifen. Und nachdem zugleich auch seine Elefanten anliefen, konnte er Peithon gegen den Fuß des Hügels zurückschlagen und faktisch dessen Flügel aufreiben.
Um dieselbe Zeit trafen die Phalanxen aufeinander in der sich jene des Eumenes nach einiger Zeit im erbitterten Nahkampf schließlich durchsetzen und die des Antigonos zersprengen konnte. Besonders die Erfahrung und eiserne Disziplin der „Silberschilde“ hatte hier den entscheidenden Ausschlag gegeben, der Eumenes kurz vor den Sieg brachte. Auf der Seite des Antigonos konnten sich lediglich dessen Makedonen halten, während die Söldner und indigenen Krieger die Flucht aufnahmen.
Der Verlust des linken Flügels und fast der gesamten Phalanx hatte Antigonos nahe an den Rand der Niederlage gebracht. Von seinen Ratgebern wurde er bereits zum Rückzug gedrängt, um die fliehenden Truppen einzuholen und neu zu ordnen. Er entschied sich allerdings mit seinem noch intakten rechten Flügel in den Kampf einzugreifen und stieß in die Nahtstelle des linken Flügels des Eudemos und dem ihm anschließenden Reihen der Söldner. Die hauptsächlich aus leichter Reiterei zusammengesetzte Kavallerie des Eudemos und die wankelmütigen Söldner konnten der Elitereiterei des Antigonos nicht viel entgegensetzen und lösten bald ihre geschlossene Formation zur Flucht. Durch den Verlust seines linken Flügels geriet nun auch Eumenes in Bedrängnis, den die Flanke seiner Phalanx stand nun für Antigonos offen. Er ließ daher die Verfolgung der gegnerischen Infanterie abbrechen, um seine Truppen in eine neue Schlachtaufstellung zu bringen.  Dies verschaffte auch Antigonos die nötige Zeit seine bereits geschlagenen Truppen auf das Feld zurückzubefehlen und neu Aufstellung zu beziehen.
Als der Abend dieses Tages anbrach, standen sich beide Heere erneut gegenüber. Eumenes war entschlossen, noch einmal zu kämpfen, um seinem Gegner den Todesstoß zu versetzen, da er sich dessen weitaus höherer Verluste bewusst war. Da aber versagten ihm seine Generäle den Gehorsam, welche den Marsch in das Winterlager forderten. Ihrem geschlossenen Widerstand musste er sich schließlich beugen, um seine Position als De-facto-Befehlshaber nicht zu gefährden. Widerwillig marschierte er mit seinem Heer vom Feld von Paraitakene ab, nicht ohne den Sieg für sich reklamiert zu haben, um den ihn tatsächlich seine eigenen Leute gebracht haben. Den Sieg beanspruchte auf der Gegenseite auch Antigonos für sich, aber obwohl er seine Offiziere fest im Griff hatte, wagte auch er kein erneutes Treffen. Seine Verluste übertrafen weit die des Eumenes, weshalb ein erfolgreicher Ausgang eines erneuten Kampfes mehr als unwahrscheinlich erschien. Nachdem er für die Bestattung der Gefallenen gesorgt hatte, zog auch er sich mit seinem Heer vom Feld zurück.

## Folgen
Durch das Patt von Paraitakene wurde die Entscheidung im zweiten Diadochenkrieg auf dem asiatischen Kriegsschauplatz vertagt. Antigonos zog sich in das untere Medien zurück, während Eumenes seine Truppen in Gabiene erholen ließ. Als er im Anschluss seine Truppen in ihre nah gelegenen Winterquartiere verteilte, nutzte Antigonos dies, um ihn erneut, dieses Mal auf dem Feld von Gabiene, zur Schlacht zu stellen.